# Samsun-Klasse
Die vier Torpedobootszerstörer der  Samsun-Klasse wurden 1907 aus Frankreich an die osmanische Marine geliefert. Von ihnen ging die Yarhisar im Ersten Weltkrieg 1915 im Marmarameer verloren. Die übrigen drei Boote blieben bis 1932 im Dienst der neuen türkischen Marine. Der Abbruch der Boote erfolgte erst 1949.

## Exporte in die Türkei
1906 bestellte das Osmanische Reich in Frankreich eine Anzahl von Schiffen für die Modernisierung seiner Marine. Das größte bestellte Schiff war die Marmaris (530 t, 11 kn, 4–65 mm, 2–37 mm, 1 Torpedorohr) von Ateliers et Chantiers de la Loire in Nantes, die als Stationskanonenboot im Persischen Golf diente. Établissements Schneider in Chalons-sur-Saone lieferte neun Wachboote der Taşköprü-Klasse (315 t, 2–47 mm, 1 Torpedorohr) und vier Torpedoboote der Demirhisar-Klasse (97 t, 16 kn, 2–37 mm, 3 Torpedorohre). Dazu kamen die vier Boote der Samsun-Klasse, von denen die Forges et Chantiers de la Gironde in Lormont bei Bordeaux drei und die Schneider & Cie in Nantes die Taşoz lieferte. Die Samsun-Klasse war ein Nachbau der französischen Torpedobootszerstörer der Durandal-Klasse. Am 3. September 1907 kamen die vier Boote in den Dienst der Flotte. Benannt wurden die neuen Zerstörer nach Küstenorten: Samsun, Provinzhauptstadt an der türkischen Schwarzmeerküste, Basra, heute irakische Hafenstadt am Schatt al-Arab, Yarhisar (Yenişehir), ein Dorf in der Provinz Bursa am Marmarameer, und Taşoz, eine Insel in der Ägäis.

## Liste der Schiffe
| Name     | Bauwerft                    | Kiellegung | Stapellauf | Indienststellung | Verbleib                                        |
| -------- | --------------------------- | ---------- | ---------- | ---------------- | ----------------------------------------------- |
| Samsun   | C A de la Gironde, Bordeaux | Juni 1906  | 1907       | September 1907   | 1932 außer Dienst gestellt und 1949 abgebrochen |
| Yarhisar | C A de la Gironde, Bordeaux | 1906       | 1907       | 1907             | am 3. Dezember 1915 gesunken                    |
| Taşoz    | Schneider, Nantes           | Juni 1906  | 1907       | 1907             | 1932 außer Dienst gestellt und 1949 abgebrochen |
| Basra    | C A de la Gironde, Bordeaux | Juni 1906  | 1907       | September 1907   | 1932 außer Dienst gestellt und 1949 abgebrochen |

## Einsatzgeschichte
Nach der Revolution 1908 und der Wiedereinführung der konstitutionellen Monarchie versuchte die Regierung, die Marine weiter zu modernisieren, und erwarb aus Deutschland 1910 die alten Linienschiffe Kurfürst Friedrich Wilhelm und Weißenburg sowie die vier Schichau-Boote S 165 bis S 168, die den modernsten Typ des deutschen Hochseetorpedobootes darstellten. Letztere kamen als Muavenet-i Milliye, Yadigar-i Millet, Numune-i Hamiyet und Gayret-i Vataniye in Dienst.
Trotz dieser Verstärkung war die Marine nicht in der Lage, im Italienisch-Türkischen Krieg 1911 bis 1912 eine wesentliche Rolle zu spielen. Bei Kriegsbeginn bildeten die vier Zerstörer deutscher Herkunft zusammen mit der Basra (Yüzbaşı Ali Riza), der Samsun (Yüzbaşı Şükrü) und der Yarhisar (Yüzbaşı Osman) die Zerstörerflottille in Konstantinopel unter Korvettenkapitän Hakki.

### Balkankrieg
Schon vor dem Friedensschluss brach der Erste Balkankrieg im Oktober 1912 aus. Die Samsun (Osman İzzet Bey), die Basra (Cemal Ali Bey) und die Taşoz gehörten zur Bosporus-Flottille, während sich die Yarhisar in der Werft Tersane-i-Amire am Goldenen Horn in der Überholung befand. Am ersten Ausbruchsversuch der türkischen Flotte aus den Dardanellen am 16. Dezember 1912, der sogenannten Schlacht von Elli, nahmen die Taşoz und die Basra mit der Muavenet-i Milliye und der Yadigar-i Millet als Zerstörerdivision teil. Die griechische Flotte zwang die Türken wieder in die Dardanellen zurück. Die drei Zerstörer Taşoz, Yarhisar und Basra bildeten mit der Berk-i Satvet eine Torpedobootsdivision an den Dardanellen, während die Samsun mit der 3. Division den Bosporus sicherte. Der zweite Ausbruchsversuch am 18. Januar 1913 scheiterte in der Seeschlacht von Limnos, bei der die Zerstörerdivision aus denselben Booten wie bei Elli bestand.

### Erster Weltkrieg
Am 27. Oktober 1914 versammelte der neue osmanische Flottenchef und bisherige Chef der deutschen Mittelmeerdivision, Vizeadmiral Wilhelm Souchon, den Schlachtkreuzer Yavuz Sultan Selim, die Kreuzer Midilli und Hamidiye, die Torpedokanonenboote Berk-i Satvet und Peyk-i Şevket, die Zerstörer Gayret-i Vataniye, Muavenet-i Milliye, Taşoz und Samsun sowie die Minenleger Nilufer und Samsun bei Kilyos, an der Küste nördlich von Istanbul, um die Offensive im Schwarzen Meer zu beginnen. Erstmals seit fast 40 Jahren wollte die Osmanische Marine eine große Operation im Schwarzen Meer ausführen. Nach dem Plan griff die Yavuz Sultan Selim mit den Zerstörern Taşoz und Samsun und einem Minenleger Sewastopol an.
Am 3. April 1915 wurden die Leichten Kreuzer Hamidiye und Mecidiye mit den vier Zerstörern Muavenet-i Milliye, Yadigar-i Millet, Taşoz und Samsun gegen Odessa eingesetzt. Die Mecidiye lief kurz vor dem Ziel auf eine Mine und sank in flachem Wasser, wobei 26 Männer den Tod fanden. Die Hamidiye rettete die Besatzung der Mecidiye, während der begleitende Zerstörer Yadigar mit einem Torpedo versuchte, die Mecidiye völlig zu zerstören, was nicht gelang. Im April 1915 verlegte die Basra in das Marmarameer, um die dortige U-Boot-Abwehr zu verstärken. Die Yarhisar kam im August dazu. Als am 7. August die Barbaros Hayreddin von E 11 vor Bolayır torpediert wurde, rettete neben anderen die Basra Überlebende.
Am 3. Dezember 1915 versenkte E 11 auf 40–45’N, 29–30’E bei ihrem dritten Vorstoß ins Marmarameer die Yarhisar (Kapitänleutnant Ahmet Hulusi Hasan) im Golf von İzmit zwischen Yalova and Tuzla. Sie hatte zu diesem Zeitpunkt eine gemischte Besatzung von 70 Türken und 15 Deutschen. 42 Mann konnten nicht gerettet werden, davon 36 türkische Seeleute.
Am 24. Juni 1917 begleitete die Basra die Midilli bei einem Vorstoß im Schwarzen Meer vor das Donaudelta, wo der Kreuzer 70 Minen legte und eine russische Funkstation auf Fidonisi (TR: Yılanadası) zerstörte. Am folgenden Tag wurden beide von russischen Schiffen entdeckt, konnten aber diesen und dem Feuer des Schlachtschiffes Imperatriza Jekaterina Welikaja entkommen und unbeschädigt nach Konstantinopel zurückkehren.

### In der neuen türkischen Marine
Die drei überlebenden Boote der Samsun-Klasse wurden nach 1924 in den Dienst der neuen Marine genommen und bis 1932 in Dienst gehalten. Verschrottet wurden die alten Zerstörer erst 1949.